# Courroux
Courroux je obec ve švýcarském kantonu Jura. Žije zde přibližně 3 300 obyvatel.

## Geografie

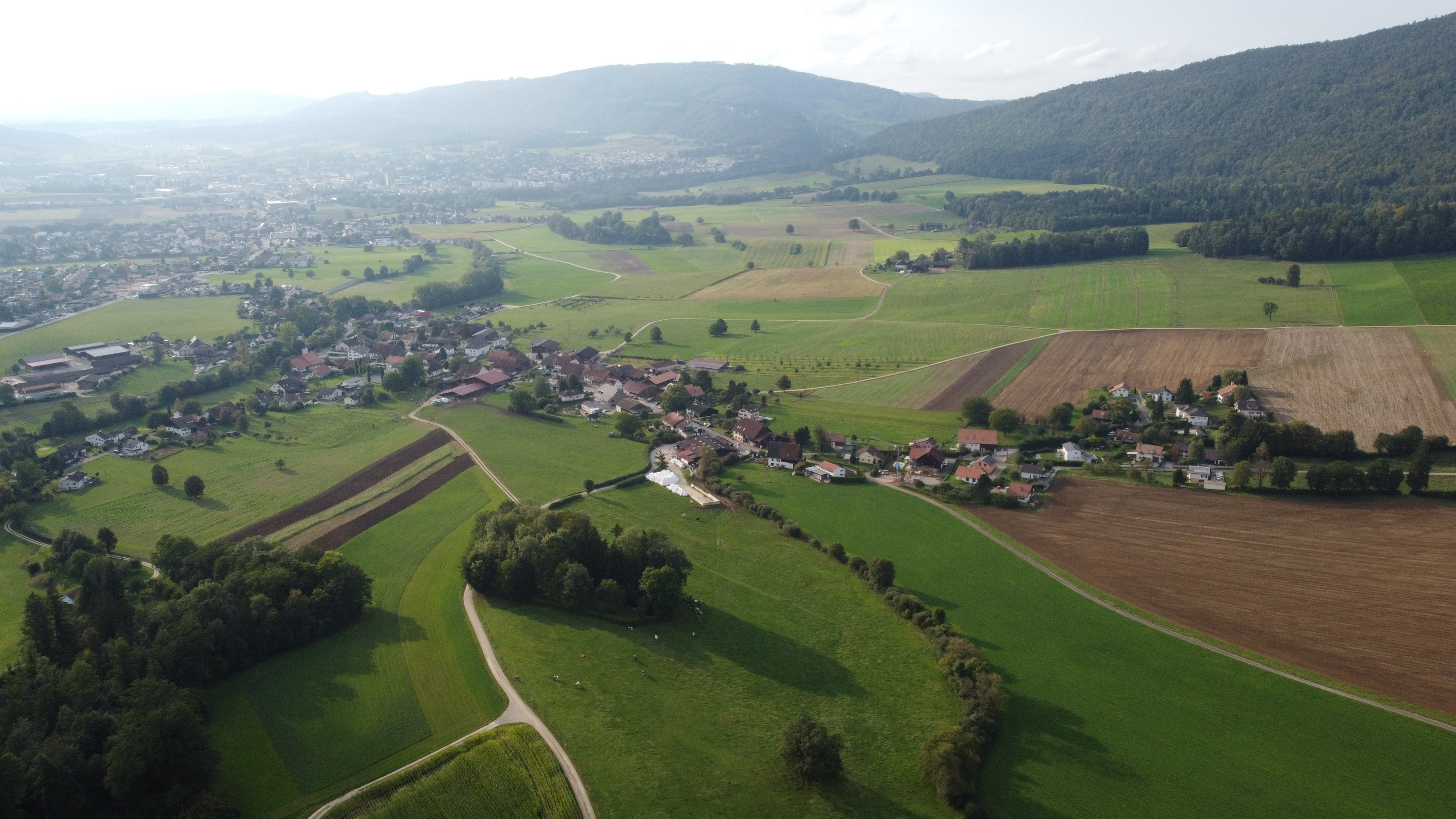
Vesnice Courcelon

Courroux leží v nadmořské výšce 418 m, 2 km východně od hlavního města kantonu, Delémontu. Seskupená obec se rozkládá na rovině východně od řeky Birs v centrální části Delémontské pánve, široké prohlubně v pohoří Faltenjura.
Území obce o rozloze 19,7 km² pokrývá část v centrální části intenzivně obdělávané roviny Delémontské pánve. U Courroux se do řeky Birs vlévá říčka Scheltenbach (francouzsky La Scheulte). Na jihu zasahuje území obce v úzkém pásu až k úpatí kopců Montchemin a Rosé, které jsou součástí okrajového záhybu masivu Mont Raimeux, nejvyšší hory kantonu Jura. Na severu území zahrnuje jurský hřeben hory Bambois, západní část řetězce Fringeli (v obci až 899 m n. m.). Strmý zalesněný jižní svah tohoto hřebene je známý jako Côte sur le Bambois. Na hřebeni Bambois se nachází 846 metrů vysoká skála Roc de Courroux, skalní kazatelna s výhledem na sever do centrálního údolí Birs a až do Alsaska. Západní a severní hranici obce Courroux tvoří řeka Birs, která typickou soutěskou prolamuje masiv Jury ohraničující na severu Delémontskou kotlinu. V roce 1997 bylo 7 % rozlohy obce pokryto zastavěnou plochou, 39 % lesy a lesními porosty a 54 % zemědělskými plochami.
K obci Courroux patří vesnice Courcelon (426 m n. m.), která na východě sousedí s Courroux, zemědělská osada Bellerive v soutěsce Birs severně od Delémontu a četné jednotlivé farmy. Sousedními obcemi Courroux jsou Val Terbi, Courrendlin, Delémont a Soyhières v kantonu Jura a dále Liesberg v kantonu Basilej-venkov a Bärschwil v kantonu Solothurn. Na severovýchodě se nachází trojmezí všech tří kantonů mezi vrcholy Horniberg (836 m), Retemberg (899 m) a Spitzbüehlberg (817 m).

## Historie

Letecký pohled (1947)

Oblast Courroux má dlouhou tradicí osídlení. V první polovině 20. století byla na Roc de Courroux nalezena keramika z pozdní doby bronzové, pocházející z osídlení. Lokalita byla využívána v letech 1100 až 800 př. n. l. Další nálezy lze datovat do doby železné. V oblasti dnešní vesnice Courroux byly nalezeny pozůstatky galorománské vily a přibližně 150 hrobů z 1. až 3. století n. l., které obsahovaly významné pohřební předměty (nádoby, mince, sošky, nástroje).
Courroux je poprvé zmiňováno v roce 1146 pod německým názvem Lütoltesdorf a v roce 1148 se objevuje i francouzský název Corolt. Jako jedna ze 13 svobodných vsí panství Delémont se Courroux stalo v roce 1271 součástí basilejského knížecího biskupství. V letech 1793–1815 patřilo k Francii a zpočátku bylo součástí départementu du Mont-Terrible, od roku 1800 bylo připojeno k départementu Haut-Rhin. Na základě rozhodnutí Vídeňského kongresu byla obec v roce 1815 převedena do kantonu Bern a poté 1. ledna 1979 do nově založeného kantonu Jura. Vesnice Riedes-Dessus na řece Birs, která dříve patřila ke Courroux, byla v roce 1856 převedena pod obec Soyhières.
Obce Val Terbi (Corban, Courchapoix, Courroux, Mervelier, Montsevelier, Vermes a Vicques) plánovaly sloučení, ke kterému mělo dojít na konci roku 2012. Politická obec Val Terbi nakonec vznikla k 1. lednu 2013, avšak bez obce Courroux.

## Obyvatelstvo
| Rok            | 1850 | 1900 | 1910 | 1930 | 1950 | 1960 | 1970 | 1980 | 1990 | 2000 |
| Počet obyvatel | 1173 | 1333 | 1455 | 1575 | 1626 | 1667 | 1788 | 2158 | 2437 | 2733 |

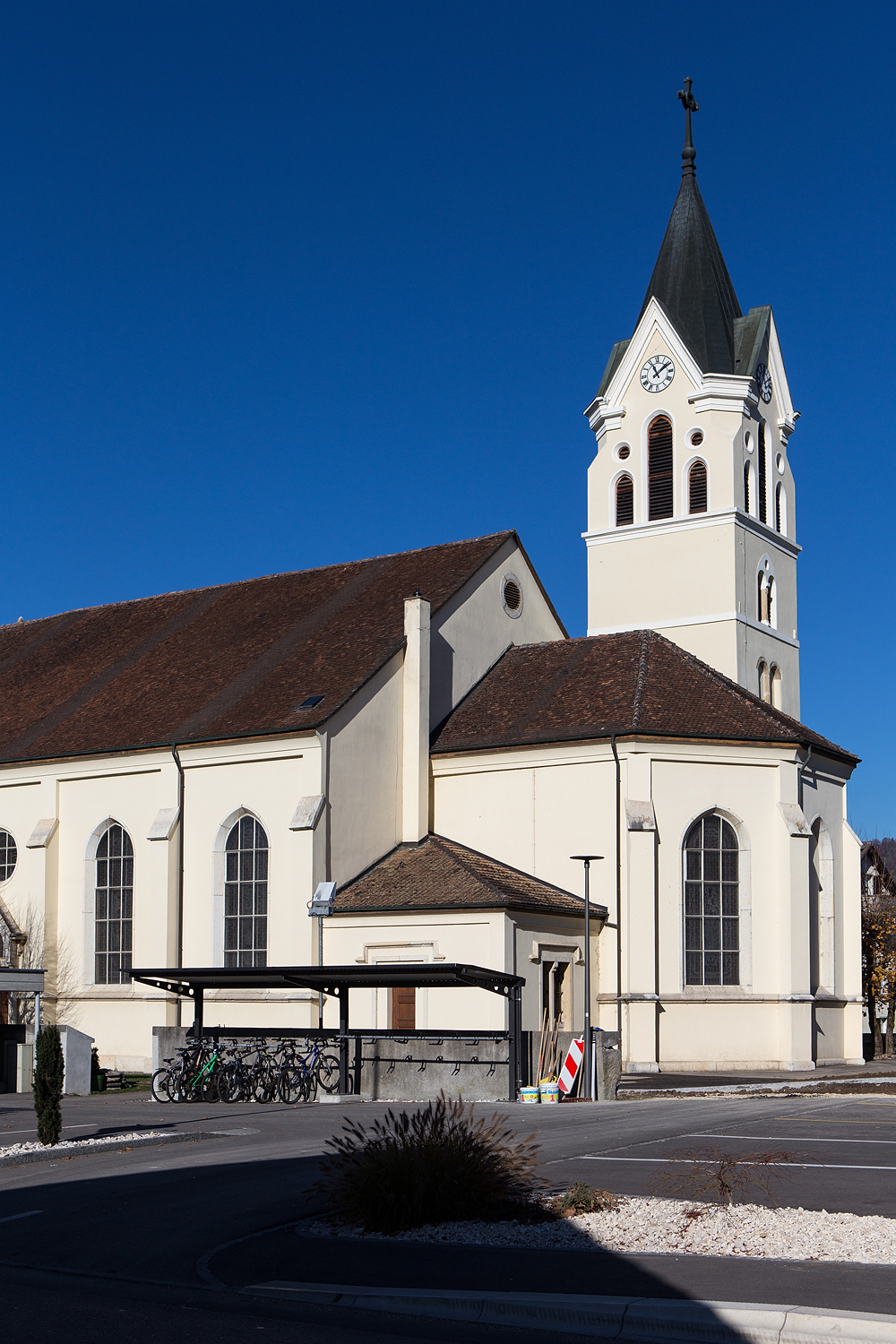
Kostel

Z celkového počtu obyvatel je 91,7 % francouzsky mluvících, 3,5 % německy mluvících a 1,5 % italsky mluvících (stav v roce 2000). Počet obyvatel Courroux pomalu, ale trvale rostl až do roku 1970. V posledních desetiletích však počet obyvatel výrazně vzrostl v důsledku rozvoje nedalekého Delémontu.

## Hospodářství
Courroux je odedávna zemědělskou obcí. Stále se zde nacházejí rozsáhlé plochy orné půdy v rovině Delémontské pánve a na mírně se svažujících, k jihu obrácených nižších svazích pohoří Fringeli. Courroux je švýcarskou obcí s druhým nejvyšším počtem koz (asi 900), předčí ji pouze Glarus Süd s asi 1000 kozami. Přibližně od poloviny 18. století do poloviny 19. století byla důležitým zdrojem příjmů těžba železné rudy. Dnes se obec vyvinula v rezidenční obec, přičemž mnoho zaměstnanců pracuje mimo domov, především v Delémontu.

## Doprava
Obec má dobré dopravní spojení. Nachází se v blízkosti Delémontu na silnici přes průsmyk Scheltenpass do Mümliswilu. Po otevření obchvatu Delémontu v roce 2005 je zde blízké napojení na dálnici A16, která je napojena jak na švýcarskou státní silniční síť, tak na francouzskou dálniční síť. Autobusová linka Delémont–Montsevelier zajišťuje spojení veřejnou dopravou do Courroux a Courcelonu.